# وزندان
وزندان، روستایی از توابع بخش پیشخور شهرستان فامنین در استان همدان ایران است.

## جمعیت
این روستا در دهستان پیشخور قرار دارد و براساس سرشماری مرکز آمار ایران در سال ۱۳۹۵، جمعیت آن ۹۷ نفر (۳۲خانوار) بوده‌است.

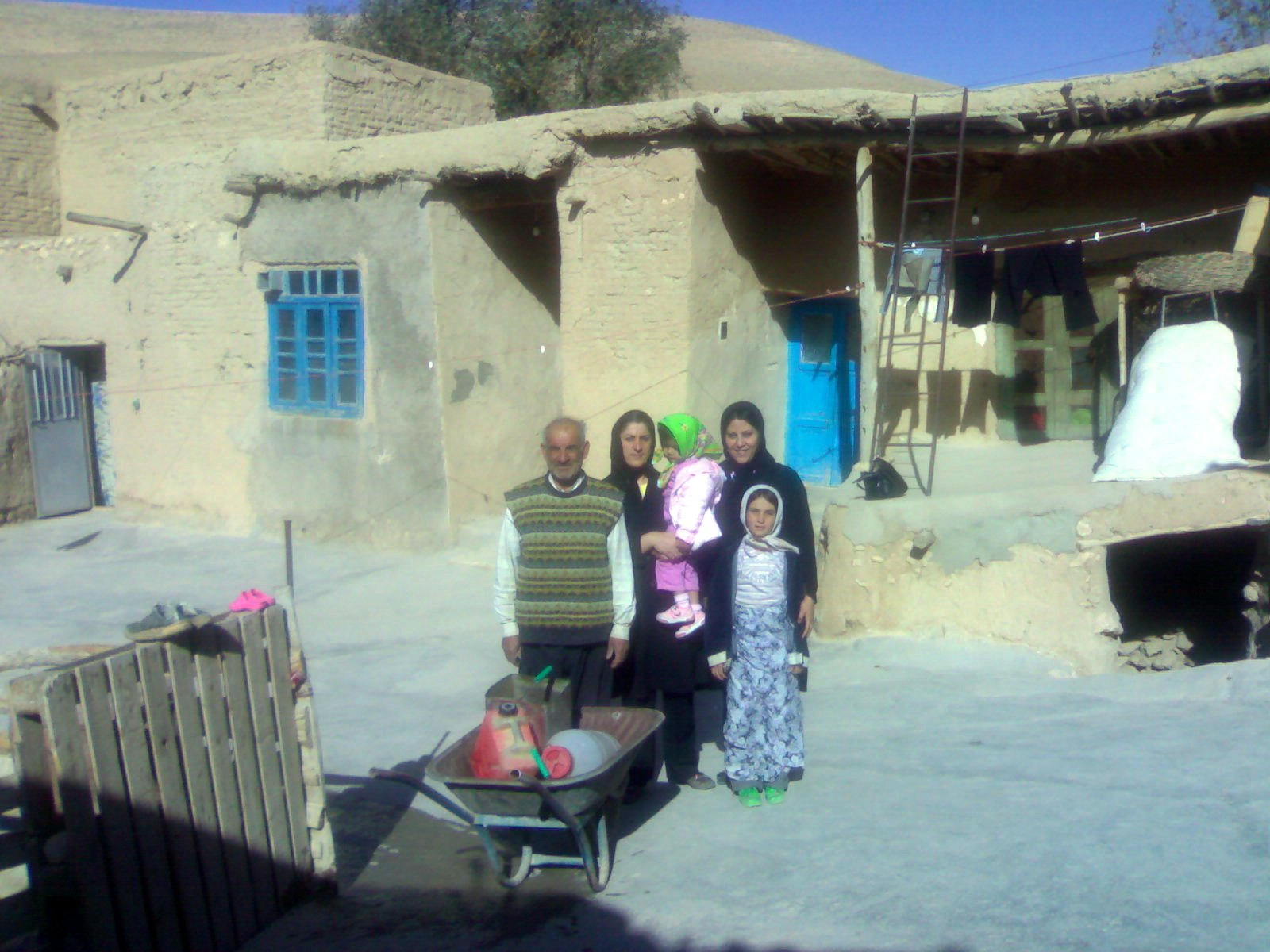
خانه روستایی

## موقعیت جغرافیایی
روستای وزندان در شرق استان همدان و در ۲۲ کیلومتری جادهٔ ساوه به همدان و در ۱۱۴ کیلومتری همدان و ۲۵۰ کیلومتری تهران واقع شده‌است.

## آب و هوا
روستای وزندان دارای آب وهوای معتدل کوهستانی می باشد.

## شغل
اکثر اهالی وزندان به خاطر زمین‌های قابل کشت در بخش کشاورزی و دامداری مشغول به کار می‌باشند. روستای وزندان دارای خاک مناسبی برای کشاورزی می‌باشد ولی به خاطر شرایط کوهستانی از روش دیم برای کاشت انواع محصولات خود از قبیل گندم ،جو ،عدس و نخود استفاده می کنند.

## گالری عکس ها

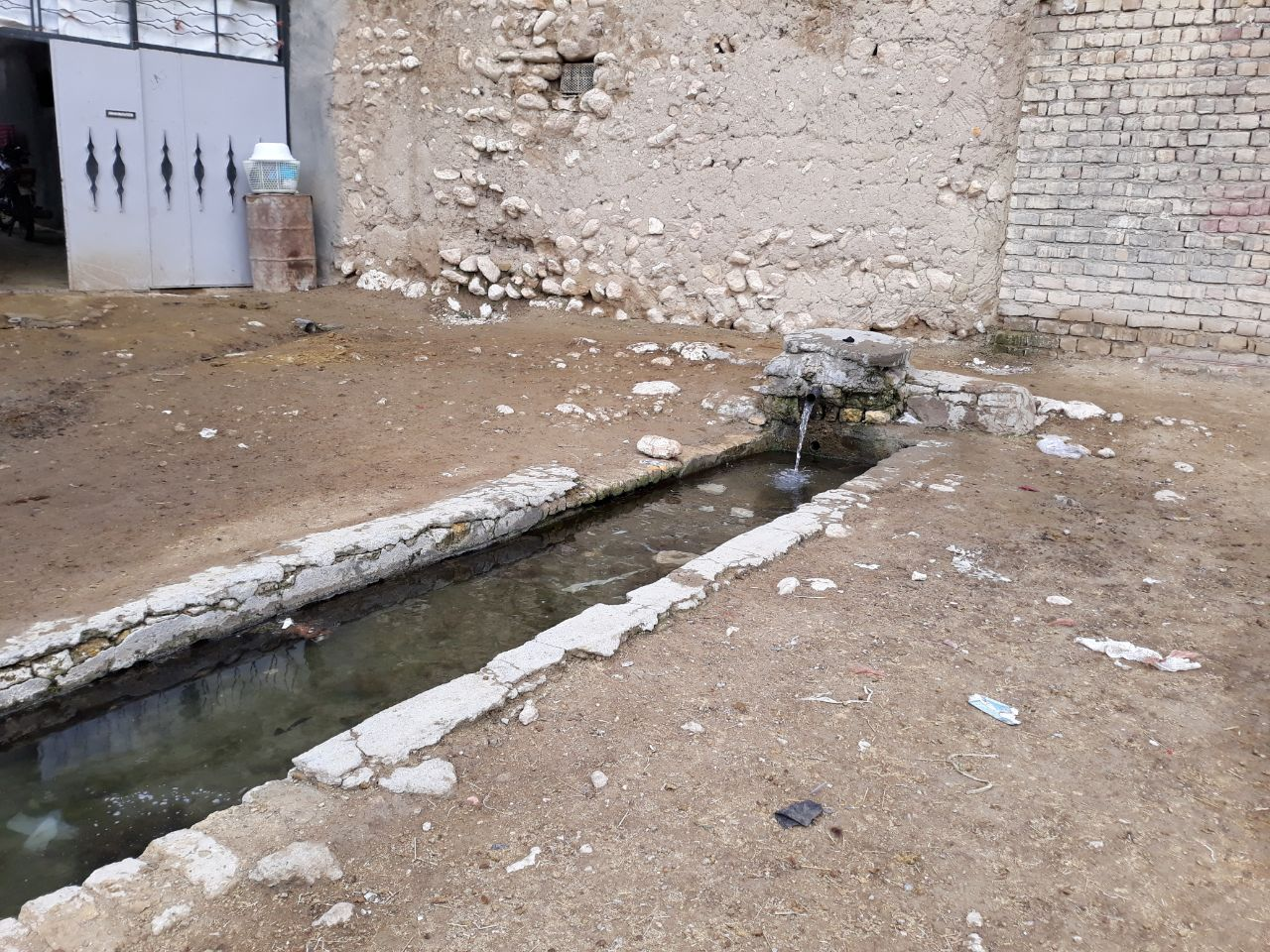
چشمه روستای وزندان

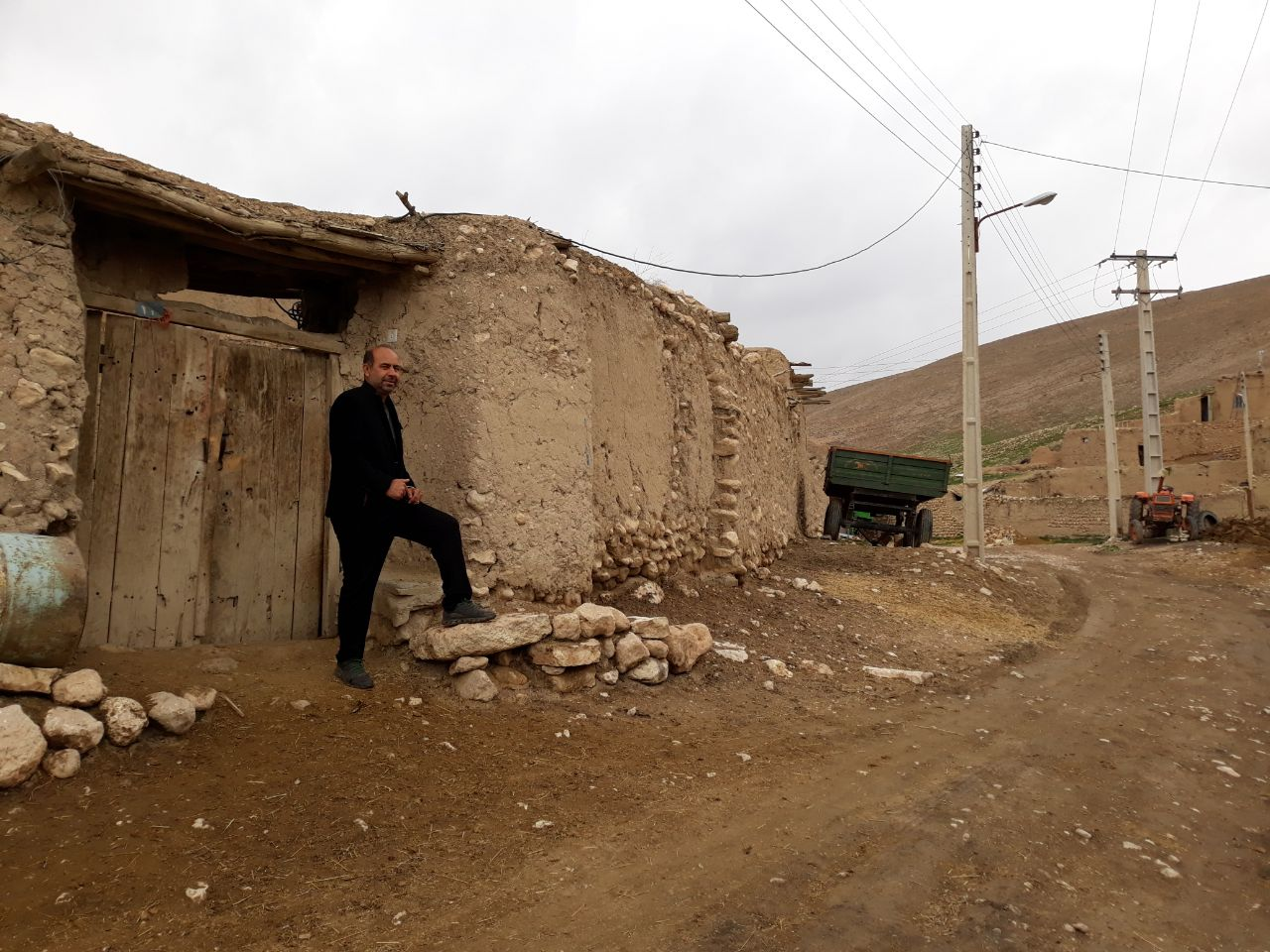
خانه های روستایی

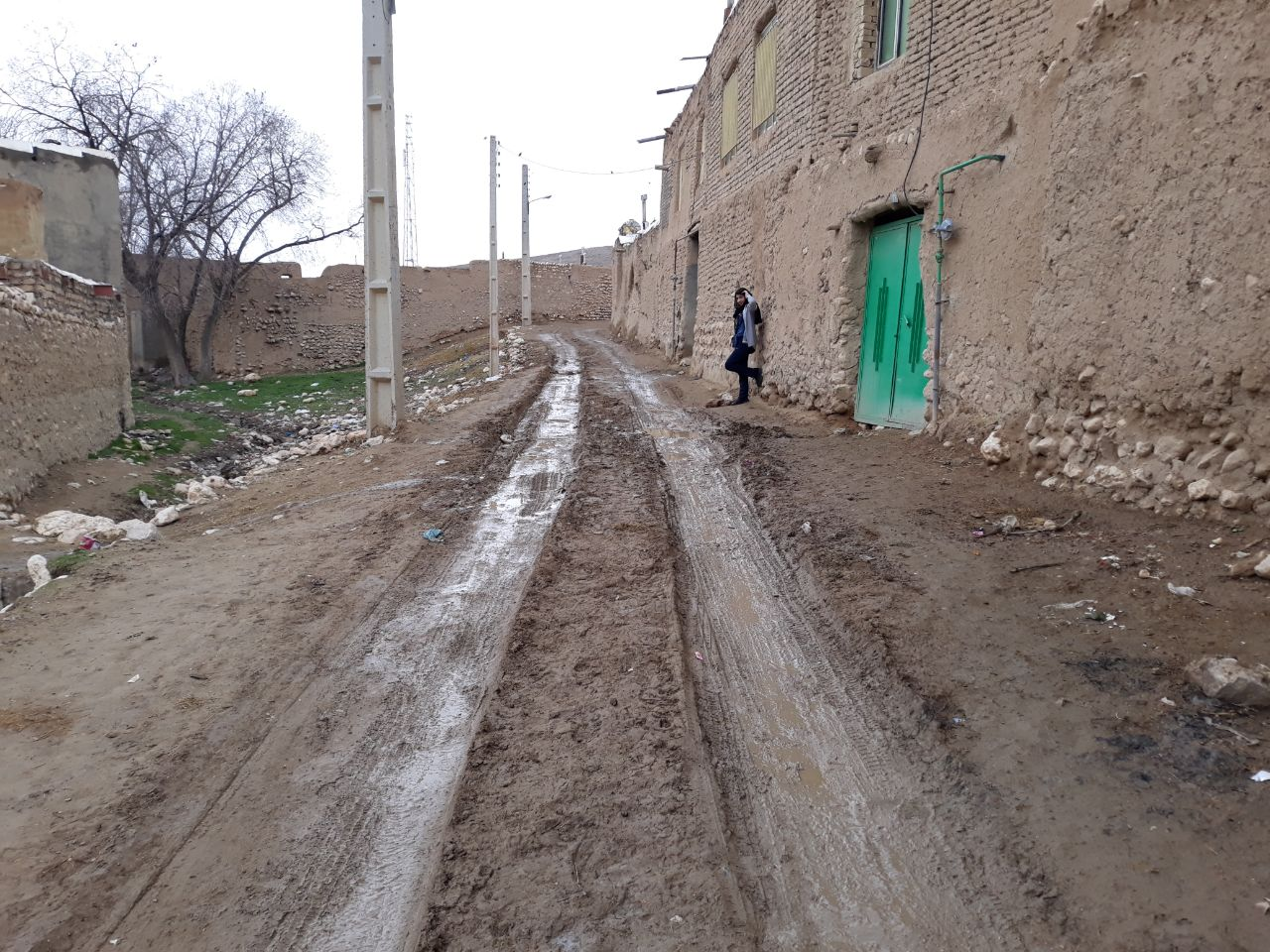
خیابان های وزندان

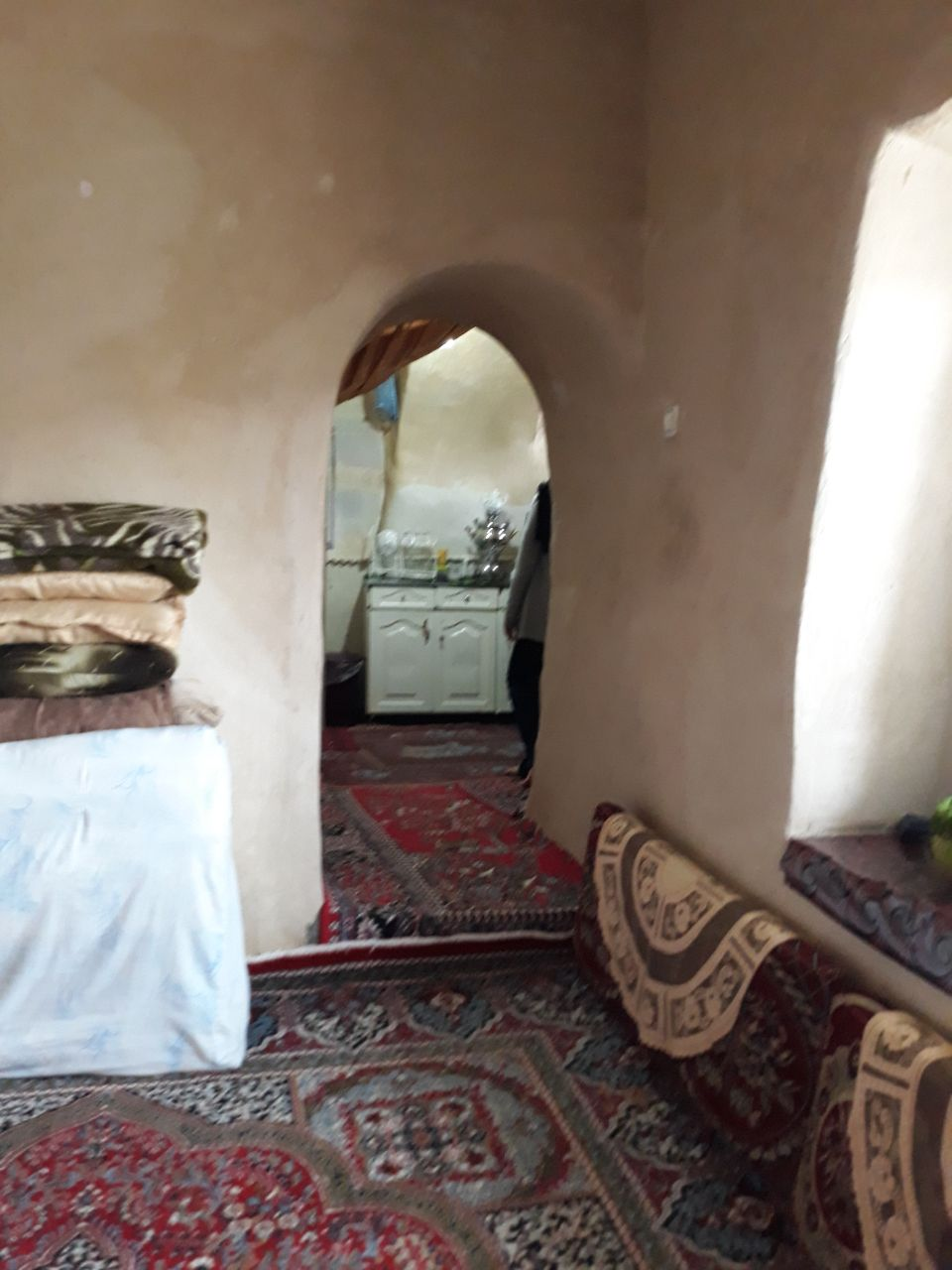
سبک خانه های روستای وزندان

عکس کلی